# Soběnov
Soběnov (doudlebským nářečím Seběnov, německy Oemau) je obec v okrese Český Krumlov v Jihočeském kraji. Leží v malebné krajině na úpatí vrchu Kohout (871 m n. m.) nejvyššího vrcholu přírodního parku Soběnovská vrchovina, lidově zvaného Slepičí hory. Žije zde 380 obyvatel.

## Historie
První písemná zmínka o obci pochází z roku 1359.

## Obyvatelstvo
| Rok            | 1869 | 1880 | 1890 | 1900 | 1910 | 1921 | 1930 | 1950 | 1961 | 1970 | 1980 | 1991 | 2001 | 2011 | 2021 |
| -------------- | ---- | ---- | ---- | ---- | ---- | ---- | ---- | ---- | ---- | ---- | ---- | ---- | ---- | ---- | ---- |
| Počet obyvatel | 672  | 745  | 737  | 725  | 795  | 740  | 662  | 421  | 431  | 405  | 331  | 273  | 302  | 350  | 358  |
| Počet domů     | 97   | 112  | 115  | 117  | 123  | 132  | 142  | 146  | 121  | 119  | 109  | 103  | 152  | 165  | 170  |

## Obecní správa
Mezi lety 1869–1985 Soběnov byl obcí v okrese Kaplice (1869–1950) a později v okrese Český Krumlov. Od 1. července 1985 do 23. listopadu 1990 patřil jako část města ke Kaplici a od 24. listopadu 1990 je opět samostatnou obcí.

## Místní části
- Přísečno
- Smrhov (ke Smrhovu patří i tzv. soběnovská část osady Bída)
- Soběnov (k Soběnovu patří i samoty Buda)

### Obecní symboly
Znak a vlajka byly obci uděleny rozhodnutím předsedy Poslanecké sněmovny Parlamentu České republiky dne 17. února 2006.

## Sport
V obci je každoročně start a cíl rychlostní zkoušky Rallye Český Krumlov.

## Pamětihodnosti

### Přehrada Soběnov
Na říčce Černé tekoucí nedaleko obce, byla v roce 1925 dostavěna přehrada Soběnov, nejstarší funkční přehrada v jižních Čechách. Od přehrady k elektrárně vede po břehu říčky naučná stezka Údolím Černé. Vlastní obcí prochází ještě trasa naučné stezky Paměti Slepičích hor.
Při povodních v roce 2002 se protrhla přehrada Zlatá Ktiš na horním toku Černé, voda tedy začala přibývat v přehradě u Soběnova. Zvýšený přítok vody pak nevydržela ani přehrada u Soběnova. Povodňová vlna zcela zdevastovala asi dva kilometry dlouhý úsek k elektrárně pod obcí Blansko. Původní svěží říčka se v jediném okamžiku stala téměř stojatou vodou v obrovském korytě s odhalenými balvany.
V roce 2006 byla na místě původní sypané hráze postavena nová betonová.

### Další památky
- Kostel svatého Mikuláše
- Kaple Panny Marie
- Boží muka
- Sloup se sochou svatého Jana Nepomuckého na návsi[10]
- Přírodní rezervace Ševcova hora – bučina na jihozápadním úbočí Kohoutu
- Kousek za obcí, na ostrohu nad Černou se nachází dobře patrné zbytky hradu Sokolčí. Žulová stěna pod hradem je horolezci vyhledávaná lokalita.
- Křížová cesta